# Agua Blanca, Salto de Agua
Agua Blanca är en ort i Mexiko.   Den ligger i kommunen Salto de Agua och delstaten Chiapas, i den sydöstra delen av landet, 800 km öster om huvudstaden Mexico City. Agua Blanca ligger 66 meter över havet och antalet invånare är 425.
Terrängen runt Agua Blanca är kuperad åt sydväst, men åt nordost är den platt. Runt Agua Blanca är det ganska glesbefolkat, med 38 invånare per kvadratkilometer. Närmaste större samhälle är Palenque, 18,2 km öster om Agua Blanca. I omgivningarna runt Agua Blanca växer i huvudsak städsegrön lövskog.